# Steven Seagal
 (mars 2025).
Si vous disposez d'ouvrages ou d'articles de référence ou si vous connaissez des sites web de qualité traitant du thème abordé ici, merci de compléter l'article en donnant les références utiles à sa vérifiabilité et en les liant à la section « Notes et références ».
En pratique : Quelles sources sont attendues ? Comment ajouter mes sources ?
Steven Seagal [ˈstivən sɪˈɡɑːl], né le 10 avril 1952 à Lansing dans le Michigan, est un acteur, réalisateur, producteur de cinéma, scénariste, chanteur et musicien américano-serbo-russe.
Septième dan d'aïkido, il commence sa carrière en tant qu'instructeur d'arts martiaux au Japon et est le premier étranger à enseigner dans un dojo. Il s'installe ensuite à Los Angeles où il continue à enseigner l'aïkido. En 1988, il fait ses débuts d'acteur dans Nico, qu'il co-écrit et produit et où il tient le rôle principal. Il est considéré comme le premier film américain à mettre en scène de l'aïkido. Il est depuis apparu dans plus de 50 films.
En 1992, il incarne Casey Ryback (en), un expert antiterroriste des Navy SEAL, dans Piège en haute mer, un rôle qu'il reprend dans la suite Piège à grande vitesse (1995). En 1994, il fait ses débuts comme réalisateur avec Terrain miné dans lequel il tient le rôle principal. Au cours de la seconde moitié des années 1990, il joue dans trois autres longs métrages et dans le film Piège à haut risque, sorti directement en vidéo. Par la suite, sa carrière s'oriente principalement vers des séries B. Il est également apparu en tant que méchant principal dans Machete (2010) de Robert Rodriguez, et dans l'émission de télé-réalité Steven Seagal: Lawman (en), qui le suit dans ses journées de membre de la police auxiliaire de la paroisse de Jefferson en Louisiane.
Il est également guitariste, a sorti deux albums, Songs from the Crystal Cave (en) et Mojo Priest (en), et a composé la musique de plusieurs de ses films. Il a travaillé avec Stevie Wonder et Tony Rebel, qui ont tous deux joué sur son premier album. Il prête son image à une gamme de produits « à base d'huile thérapeutique » et de boissons énergisantes, est un écologiste, un militant des droits des animaux et un partisan du 14e dalaï-lama Tenzin Gyatso,.
Il est un fervent soutien de Vladimir Poutine, qu'il a un jour qualifié de « l'un des grands dirigeants vivants ». Il obtient la citoyenneté russe et serbe en 2016. En 2018, il est nommé envoyé spécial de la Russie aux États-Unis. Depuis 1991, plusieurs femmes l'accusent de harcèlement ou d'agression sexuelle,.

## Biographie

### Jeunesse
Steven Frederik Seagal naît à Lansing dans le Michigan où il vit jusqu'à l'âge de 5 ans. Sa mère, Patricia (1930-2003), est d'origine anglaise, allemande et néerlandaise et exerce la profession de technicienne médicale. Son père, Samuel Steven Seagal (1928-1991), fils d'immigrés juifs russes, est professeur de mathématiques dans un lycée. Il a une sœur et deux frères. Il passe sa jeunesse à Fullerton en Californie, où il fréquente l'université de Buena Park.
Il commence à étudier les arts martiaux sous la direction du maître de karaté Shotokan Sakamoto, puis l'aïkido avec le maître Rod Kobayashi, président de la Fédération d'aïkido des États de l'Ouest. À la fin de son adolescence, il prend part à des démonstrations de karaté de l'école du maître Fumio Demura de l'école Shitō-ryū et réalise des démonstrations quotidiennes dans le Sud de la Californie. En 1974, il est promu par Rod Kobayashi directement au grade de shodan au sein de l'école Shin Shin Toitsu Aikido, mais préfère rester dans l'organisation Aikikai avec les maîtres Kisaburo Osawa, Hiroshi Isoyama et le deuxième doshu (héritier de la tradition), le maître Kisshomaru Ueshiba.
Il effectue également plusieurs études en escrime japonaise traditionnelle (kenjutsu) au Japon. Plus tard, il pratiquera également quelques mouvements de kung-fu, ju-jitsu et de tai-chi pour ses films.

### Carrière au cinéma

#### Débuts
Steven Seagal part pour Taos au Nouveau-Mexique avec son élève et futur cascadeur, Craig Dunn. Ils y ouvrent un dojo mais Seagal se consacre modérément au projet. Après un passage au Japon, il retourne aux États-Unis en 1983, accompagné d'un ancien étudiant de l'hombu dōjō, Haruo Matsuoka. Ils ouvrent un dojo d'aïkido à Burbank avant de le déménager à West Hollywood.
C'est dans ce cadre que le futur acteur découvre le monde d'Hollywood. Pour commencer, il règle des combats d'arts martiaux et des cascades, notamment pour des films comme The Challenge (où apparaissent Toshirō Mifune et Scott Glenn) et le James Bond de 1983, Jamais plus jamais, avec Sean Connery.

#### Succès
En 1988, Steven Seagal commence sa carrière au cinéma avec Nico (Above the Law) d'Andrew Davis, avec Sharon Stone et Pam Grier. Davis se voit confier la réalisation par ce qui peut être considéré comme une faveur par un ancien étudiant de judo, l'agent Michael Ovitz, qui a pensé que n'importe qui pouvait devenir une star. Malgré le succès moyen du film (18 millions de dollars au box-office américain), l'acteur signe ensuite un contrat avec Warner Bros pour trois films supplémentaires.[réf. souhaitée]
En 1990, il joue dans Échec et Mort (Hard to Kill), et Désigné pour Mourir (Marked for Death), produit par la 20th Century Fox. En 1991, il joue dans Justice Sauvage (Out for Justice) avec William Forsythe et Jerry Orbach. Les trois films sont des succès au box-office. Ce qui fait de lui une star des films d'action aux États-Unis. On le cite parfois comme un possible successeur des stars des films d'action des années 1980 comme Sylvester Stallone ou Arnold Schwarzenegger.[réf. souhaitée]
En 1992, il joue dans Piège en haute mer (Under Siege) d'Andrew Davis, avec Tommy Lee Jones et Gary Busey. Ce film est un succès aux États-Unis et à l'étranger, engrangeant 156,4 millions $ de recettes, ce qui en fait son film ayant le plus de succès après Nico. Ce dernier film marque la fin de la période de succès de Seagal au cinéma.[réf. souhaitée]

#### Premiers échecs au cinéma
En 1994, Steven Seagal est devant et derrière la caméra en interprétant et en réalisant Terrain miné (On Deadly Ground), avec notamment Michael Caine dans la distribution. Film d'action mettant en avant des thèmes comme la spiritualité ou l'environnement, il constitue une brisure pour Seagal par rapport à ses précédents rôles où il interprétait des flics urbains violents. Le film est très mal reçu par la critique. En 1995, Il reçoit le Razzie Award du Pire réalisateur et est aussi nommé pour celui du Pire acteur.
En 1995, Il joue dans la suite de Piège en haute mer (Under Siege), Piège à grande vitesse (Under Siege 2 : Dark Territory), avec Morris Chestnut et Katherine Heigl. Le film obtient un succès moindre que le premier, malgré un budget près de deux fois supérieur.
En 1996, il joue dans L'Ombre blanche (The Glimmer Man), un film policier dramatique avec Keenen Ivory Wayans, puis, il fait une apparition de 45 minutes dans Ultime Décision (Executive Decision), avec Kurt Russell où il joue le Colonel Austin Travis, commandant d'une unité d'élite de Forces spéciales de l'US Army.
En 1997, il joue dans Menace toxique (Fire Down Below), un film mettant en valeur la défense de l'environnement, avec Marg Helgenberger et Kris Kristofferson. L'échec commercial du film met fin au contrat de Seagal avec la Warner Bros pour d'autres productions, à l'exception de Hors limites.

#### Entre cinéma et DTV
En déclin artistique Steven Seagal se tourne vers les films d'action à petit budget pour le marché de la vidéo.
Ainsi en 1998, il joue dans Piège à haut risque (The Patriot), avec Camilla Belle. Un autre thriller mettant en avant des valeurs environnementales, qui devient sa première production à sortir directement en vidéo (DTV) aux États-Unis (bien qu'il ait été sorti au cinéma dans le monde entier). Produisant le film avec ses propres fonds, le tournage s'effectue près de sa ferme dans le Montana.
Après avoir produit Prince of Central Park (en), il revient au cinéma avec la sortie, en mars 2001, de Hors limites (Exit Wounds) avec le rappeur DMX. Le film a moins de scènes d'art martiaux que les films précédents mais il est un succès commercial, engrangeant près de 80 millions $ de recettes dans le monde.

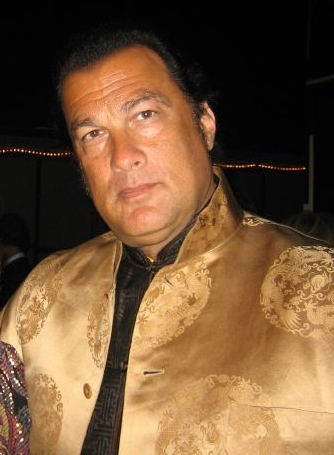
Steven Seagal en 2006.

Cependant, incapable de capitaliser sur ce succès, ses deux films suivants sont des échecs critiques. Explosion imminente avec Dennis Hopper et Tom Sizemore, tourné à San Francisco avant Hors Limites, sort directement en DVD et est un échec. Il signe ensuite un contrat de deux films pour Franchise Pictures. Le premier, Mission Alcatraz, sorti en 2002 (avec Morris Chestnut, Nia Peeples, et les rappeurs Ja Rule et Kurupt) rapporte moins de 20 millions de dollars. Le deuxième, L'Affaire Van Haken, sort directement en DVD.
Tous les films tournés dans la seconde moitié de 2001 sortent directement en vidéo (DTV) en Amérique de Nord, avec certaines sorties au cinéma dans quelques pays du monde. Seagal apparaît au générique comme producteur et parfois comme scénariste de la plupart de ses productions DTV incluant L'Affaire Van Haken, Ultime vengeance, Un aller pour l'enfer, Clementine, Hors de portée, Piège au soleil levant, Piège en eaux profondes, Double Riposte, Black Dawn, L'Affaire CIA, Mercenary, Attack Force, Vol d'enfer, Urban Justice, Jeu fatal, Traque sans merci, et News Movie, dans lequel il a un petit rôle.
En 2009, il joue dans son premier film d'épouvante : Against the Dark, puis enchaîne avec Le Prix du sang, Sous haute protection, et Un homme dangereux.

#### Retour au cinéma et carrière en vidéo et à la télévision
En 2010, Steven Seagal revient au cinéma dans Machete avec Danny Trejo, Michelle Rodriguez, Jessica Alba et Robert De Niro. Le film sort au cinéma, ce qui constitue un événement pour les fans de l'acteur, qui peuvent le retrouver sur le grand écran. À sa sortie, le film reçoit un accueil plutôt positif de la presse. Produit avec un budget assez modeste, le film est un succès commercial.
Toutefois, ce retour sur grand-écran ne constitue qu'une éphémère parenthèse dans une carrière où l'acteur est devenu une valeur sûre du marché vidéo. On le retrouve ainsi la même année dans Rendez-vous en enfer (dont il a écrit le script), qui sort directement en DVD (DTV).

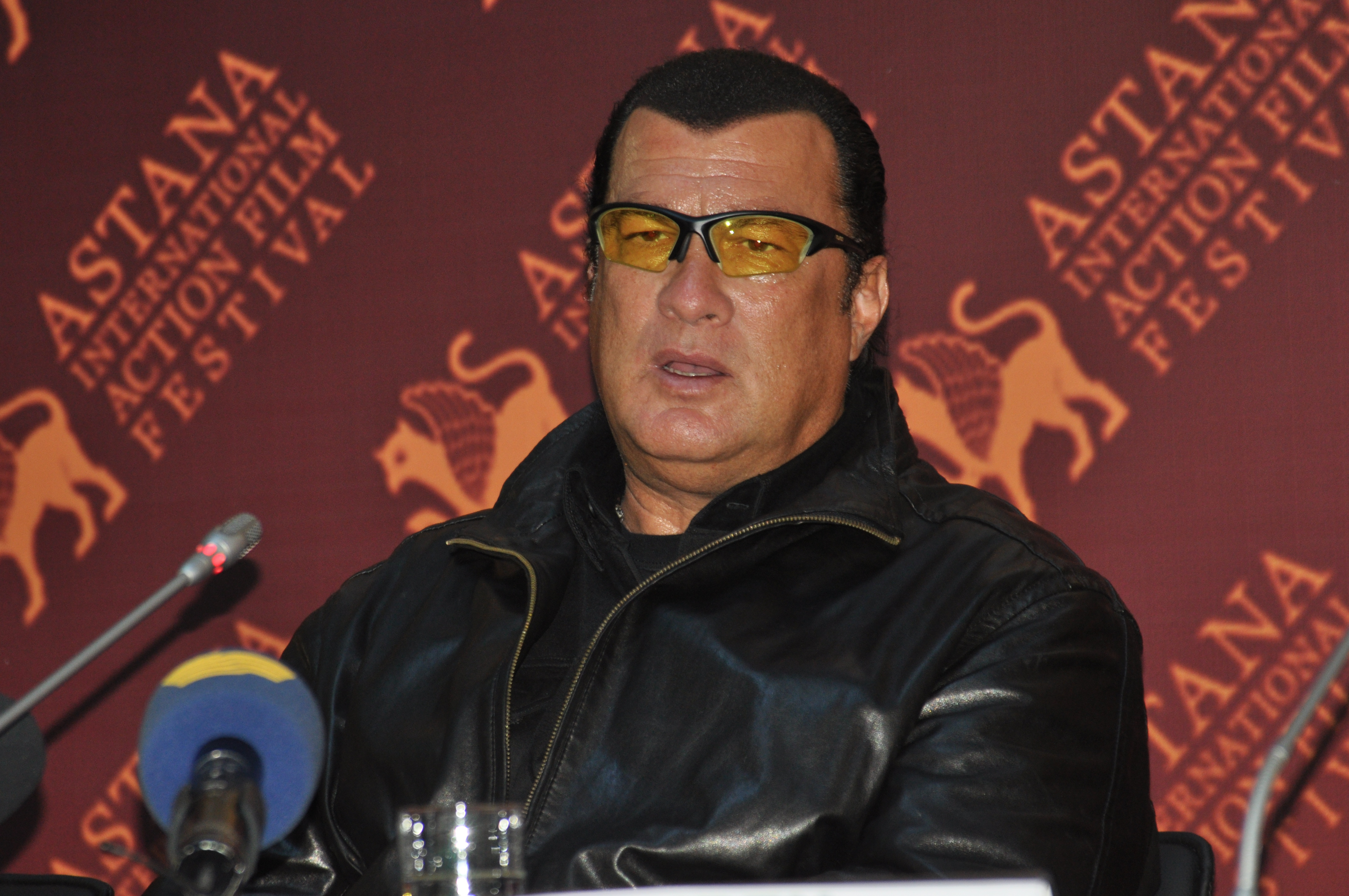
Steven Seagal en 2011.

En 2011, il est au centre de la série policière True Justice qui dure 2 saisons et 25 épisodes.
Sa carrière se poursuit en DTV au travers de quelques collaborations célèbres : Maximum Conviction (avec Steve Austin), Force of Execution (avec Danny Trejo et Ving Rhames), A Good Man et The Mercenary : Absolution.
En juillet 2013, il est en négociations avec Sylvester Stallone pour jouer dans Expendables 3 mais il refuse à nouveau, après une première tentative de Stallone pour le premier Expendables.
En novembre 2014, au cours de l'American Film Market, on apprend qu'il tournera en avril 2015 dans Cypher. Le budget du long métrage d'action (dont le script est de Seagal) sera de 25 millions de dollars (son plus gros budget depuis 13 ans).
En 2015, il joue dans Absolution et dans un film d'action, Code of Honor, sorti en 2016.
À partir de 2017, alors âgé de 65 ans, l'acteur ralentit la cadence des tournages. On le voit notamment dans China Salesman où il croise Mike Tyson.
Dans le même temps, l'acteur prépare les suites de deux de ses films les plus populaires : Nico et Piège en haute mer.

### Téléréalité
Profitant de son statut de shérif adjoint réserviste de la paroisse de Jefferson, en Louisiane, Steven Seagal apparaît à partir de 2009 dans un reality show intitulé Lawman le mettant en scène patrouillant en uniforme dans les rues, et dispensant complaisamment ses conseils à ses coéquipiers[réf. souhaitée].

### Chanson et œuvres caritatives
Steven Seagal sort deux albums à tendance blues, Songs from the crystal cave et Mojo Priest. Tous deux reçoivent un accueil chaleureux de la critique. On y découvre les nombreux talents de Steven Seagal, avec une voix à la fois douce et rauque, sachant s'entourer de talents du genre pour obtenir des mélodies plutôt recherchées.
Il donne des concerts de charité au profit, notamment, de l'hôpital pédiatrique de La Nouvelle-Orléans et de l'ONG Saving One Million Lives,.
Il aide les enfants malades partout dans le monde et déclare à ce propos : « Je me dois de faire ce que je peux, humblement, pour soulager la souffrance des autres. Partout où vous allez dans le monde, il y a des enfants qui ont besoin de notre aide. »

## Vie privée

### Mariages
De 1975 à 1984, alors qu'il est au Japon, Steven Seagal est marié avec Miyako Fujitani[réf. nécessaire].
De 1984 à 1987, il est marié avec Adrienne La Russa.
De 1987 à 1996, il est marié avec Kelly LeBrock[réf. nécessaire].
Depuis 2009, il est marié avec Erdenetuya Seagal (née Batsukh)[réf. nécessaire]. Il a sept enfants de ses différentes compagnes.

### Nationalités serbe et russe

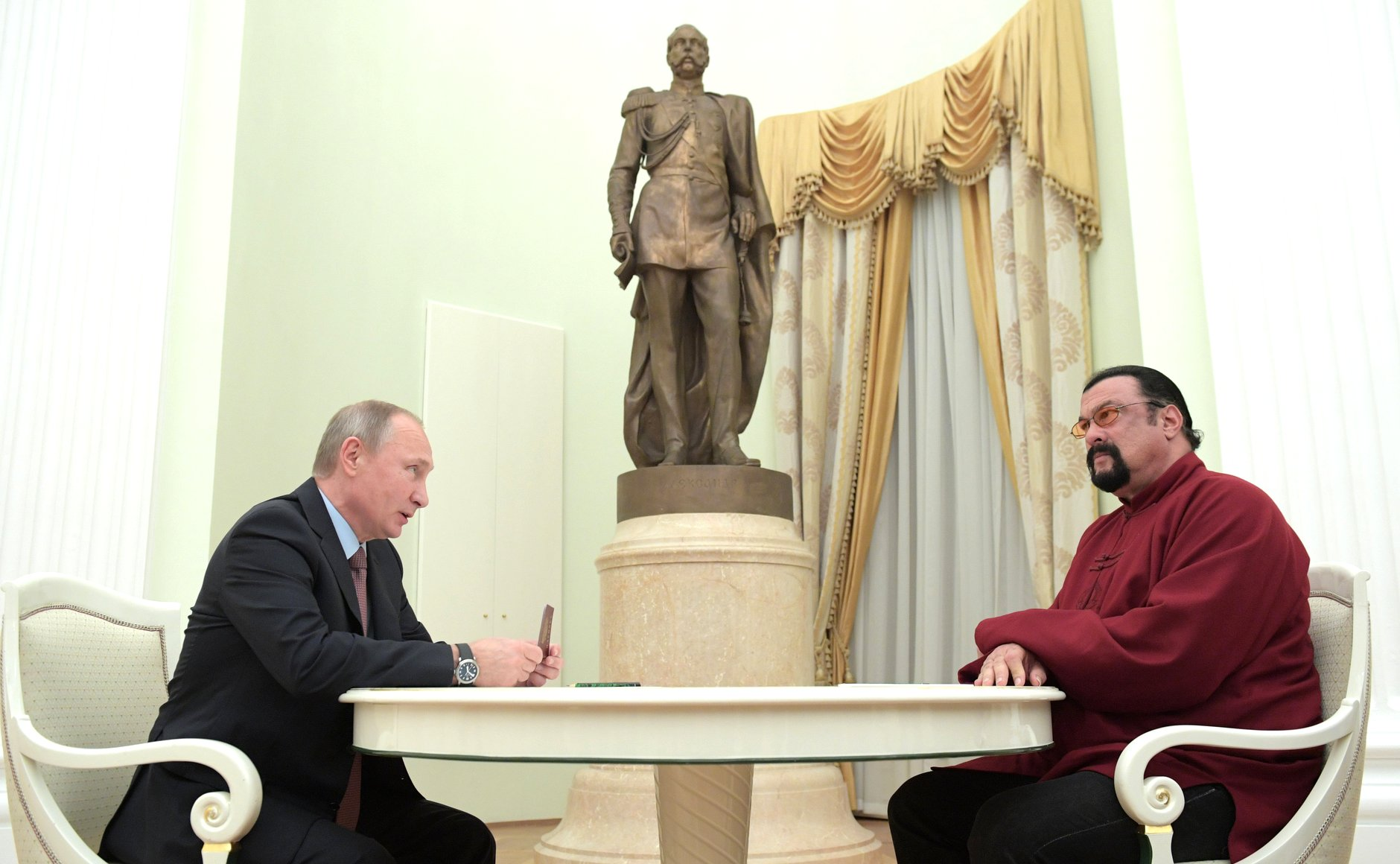
L'acteur aux côtés de Vladimir Poutine en novembre 2016.

En 2016, il obtient les nationalités serbe et russe. Le 25 novembre, l'acteur, qui a acquis la nationalité russe au début du mois de novembre, reçoit son passeport russe des mains de Vladimir Poutine. L'acteur soutient également activement Vladimir Poutine et la Russie dans sa guerre contre l'Ukraine.

### Implication dans le bouddhisme tibétain

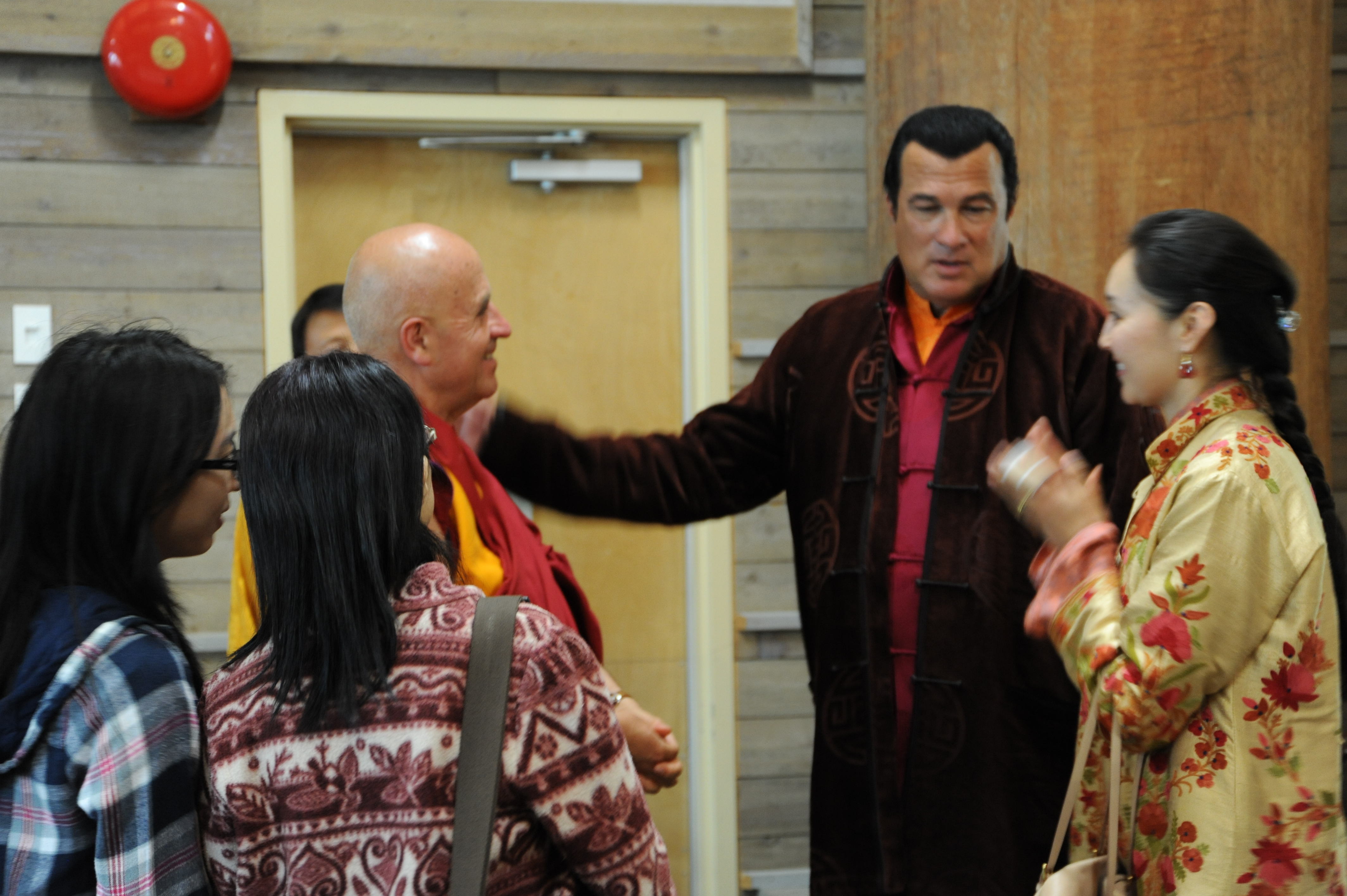
Seagal présente son épouse, Erdenetuya Batsukh, à Matthieu Ricard en janvier 2008

Steven Seagal aurait été identifié par Penor Rinpoché, maître de l'école bouddhiste tibétaine nyingmapa, comme tulku, c'est-à-dire la réincarnation d’un grand Lama tibétain (Chungdrag Dorje).
Lorsque Yabshi Pan Rinzinwangmo, fille unique du 10e panchen-lama Choekyi Gyaltsen, habitait à Washington et étudiait les sciences politiques à l’American University, elle aurait été sous la garde personnelle de Steven Seagal.

## Affaires judiciaires

### Accusations de harcèlement sexuel et agression sexuelle

#### Employées de Warner Bros.
En mai 1991 pendant le tournage de Justice sauvage, les employées de Warner Bros. (Raenne Malone, Nicole Selinger et Christine Keeve) ont accusé Seagal de harcèlement sexuel. En échange de leur silence, Raenne Malone et une autre femme ont reçu environ 50 000 $ chacune dans le cadre d'un règlement à l'amiable.

#### Cheryl Shuman
En 1995, Seagal a été accusé de discrimination dans l'emploi, de harcèlement sexuel et de rupture de contrat. Cheryl Shuman a porté plainte contre Seagal, l'accusant de l'avoir menacée et battue pendant le tournage de Terrain miné. En août 1995, le juge de la Cour supérieure de Los Angeles, Hiroshi Fujisaki, a rejeté l'affaire, qualifiant les allégations de « répétitives et inintelligibles ».

#### Jenny McCarthy
En 1998, Jenny McCarthy a déclaré que Seagal lui avait demandé de se déshabiller lors d'une audition pour Piège à grande vitesse.

#### Kayden Nguyen
Le 12 avril 2010, Kayden Nguyen, 23 ans, a intenté une action en justice contre Seagal devant la Cour supérieure du comté de Los Angeles, demandant plus d'un million de dollars de dommages et intérêts. Dans sa poursuite, Kayden Nguyen a allégué que Seagal s'était livré à du harcèlement sexuel, au trafic illégal de femmes à des fins sexuelles, à l'incapacité de prévenir le harcèlement sexuel et à un licenciement abusif. Seagal a nié les allégations, mais son émission de téléréalité Steven Seagal: Lawman (en) a été suspendue pendant que ses avocats résolvaient l'affaire. Le 14 juillet 2010, trois mois après que Kayden Nguyen a déposé sa plainte, elle la retire sans explication.

#### Portia de Rossi
En 2017, l'actrice Portia de Rossi a accusé Seagal de l'avoir harcelée sexuellement lors d'une audition pour un film. Portia de Rossi a affirmé que lors d'une audition dans le bureau de Seagal, il lui avait dit "à quel point il était important d'avoir de la chimie hors écran" avant d'ouvrir son pantalon,.

#### Katherine Heigl
Le 18 avril 2017, lors d'une apparition sur Jimmy Kimmel Live !, Katherine Heigl a affirmé le dernier jour du tournage de Piège à grande vitesse que Seagal lui avait dit qu'il avait des petites amies du même âge que Katherine Heigl , 16 ans. Jimmy Kimmel a répondu en affichant une photo de la tournée promotionnelle du film montrant la main de Steven Seagal sur la poitrine de Katherine Heigl pendant qu'ils posaient pour une photo.

#### Faviola Dadis
Le 9 novembre 2017, la mannequin néerlandaise Faviola Dadis a publié une déclaration sur son compte Instagram indiquant qu'elle avait également été agressée sexuellement par Seagal des années plus tôt.

#### Rachel Grant
Le 15 janvier 2018, l'actrice Rachel Grant a publiquement accusé Seagal de l'avoir agressée sexuellement en 2002, lors de la pré-production de son film directement en vidéo, Ultime Vengeance, déclarant qu'elle avait perdu son emploi sur le film après l'incident. En février 2018, le bureau du procureur du comté de Los Angeles a reconnu qu'il examinait une éventuelle affaire d'abus sexuel impliquant Seagal.
En novembre 2018, le dossier impliquant l'actrice Rachel Grant était classé sans suite en raison du délai de prescription en vigueur en Californie.

#### Regina Simons
En mars 2018, Regina Simons a publiquement affirmé qu'en 1993, alors qu'elle avait 18 ans, Seagal l'avait violée chez lui alors qu'elle arrivait pour ce qu'elle pensait être une soirée de clôture du film Terrain miné.
En septembre 2018, les procureurs de Los Angeles ont refusé d'inculper l'acteur sur la base des accusations de Regina Simons, en raison du délai de prescription en vigueur en Californie. Deux mois plus tard, le dossier impliquant l'actrice Rachel Grant était classé sans suite pour les mêmes raisons.

#### Autres
En 1991, au moins quatre actrices ont déclaré que Seagal avait fait des avances sexuelles, généralement lors de "séances de casting" de fin de soirée.

### Accusation de combat de coqs
Le 30 août 2011, Jesus Sanchez Llovera a intenté une action en justice contre Seagal pour sa participation à un raid de la police du comté de Maricopa avec des armes lourdes (notamment un char excédentaire de l'armée) contre la résidence de Llovera pour suspicion de combats de coqs. L'incident a été enregistré pour l'émission de télé-réalité de Seagal Steven Seagal: Lawman (en). Jesus Sanchez Llovera réclamait 100 000 $ pour les dommages causés lors du raid et une lettre d'excuses de Seagal aux enfants de Jesus Sanchez Llovera pour la mort de leur animal de compagnie. Llovera a affirmé que son chiot de 11 mois avait été tué par balle lors du raid. Jesus Sanchez Llovera n'a pas déposé les documents ordonnés par le tribunal après que son avocat s'est retiré de l'affaire et que le procès a été rejeté en janvier 2013.

### Victime d'une tentative d'extorsion de fonds par Peter Gotti
En 2003, Peter Gotti, parrain de la famille Gambino et frère de John Gotti, est condamné pour une tentative d'extorsion de fonds sur Steven Seagal. L'acteur, se sentant constamment menacé, se déplaçait en permanence avec un revolver sur lui.

## Style de jeu d'acteur
Steven Seagal s'est démarqué des autres acteurs de films d'action par l'utilisation systématique de techniques d'aïkido qui lui sont propres. Par exemple : la projection, le coup de pied, le ki, mais aussi l'intériorisation mentale lors des scènes oppressantes. C'est sur ce dernier point qu'il lui a souvent été reproché d'avoir un jeu d'acteur limité.
Alors que dans les années 1980, la mode était aux acteurs adeptes de musculation, Seagal avait une silhouette longiligne, vêtu d'un trench-coat noir, avec les cheveux noirs et lissés vers l'arrière. Il se distingue en outre par sa façon très particulière de combattre, qui combine des déplacements lents avec des coups très précis et très rapides.[réf. souhaitée]

## Filmographie

### Acteur
- 1988 : Above the Law : Nico d'Andrew Davis : Nico Toscani
- 1990 : Échec et Mort de Bruce Malmuth : Mason Storm
- 1990 : Désigné pour mourir de Dwight H. Little : John Hatcher
- 1991 : Justice sauvage de John Flynn : l'inspecteur Gino Felino
- 1992 : Piège en haute mer d'Andrew Davis : le chef Casey Ryback
- 1994 : Terrain miné de Steven Seagal : Forrest Taft
- 1995 : Piège à grande vitesse de Geoff Murphy : le lieutenant Casey Ryback
- 1996 : Ultime Décision de Stuart Baird : le colonel Austin Travis
- 1996 : L'Ombre blanche de John Gray : le lieutenant Jack Cole
- 1997 : Menace toxique de Félix Enríquez Alcalá : Jack Taggert
- 1998 : Piège à haut risque de Dean Semler : le docteur Wesley McClaren
- 1998 : Le Géant et moi de Michael Lehmann : lui-même[a]
- 2001 : Hors limites d'Andrzej Bartkowiak : Orin Boyd
- 2001 : Explosion imminente d'Albert Pyun : Frank Glass
- 2002 : Mission Alcatraz de Don Michael Paul : Sasha Petrosevitch
- 2003 : L'Affaire Van Haken de Michael Oblowitz : Jonathan Cold
- 2003 : Ultime Vengeance de Michael Oblowitz : Robert Burns
- 2003 : Un aller pour l'enfer de Ching Siu-tung : Jake Hopper
- 2004 : Clementine de Kim Du-Yeong : Jack Miller
- 2004 : Le Protecteur (Out of Reach) de Po-Chih Leong : Billy Ray Lancing
- 2005 : Piège au soleil levant de Christopher Morrison : Travis Hunter
- 2005 : Piège en eaux profondes de Anthony Hickox : Chris Cody
- 2005 : Double Riposte de Don E. FauntLeRoy : Harlen
- 2005 : Black Dawn de Alexander Gruszynski : Jonathan Cold
- 2006 : Mercenary de Don E. FauntLeRoy : John Seeger
- 2006 : L'Affaire CIA de Michael Keusch : Jack Foster
- 2006 : Attack Force de Michael Keusch : Marshall Lawson
- 2007 : Vol d'enfer de Michael Keusch : John Sands
- 2007 : Urban Justice de Don E. FauntLeRoy : Simon Ballister
- 2008 : Jeu fatal de Roel Reiné : Matt Conlin
- 2008 : News Movie de Tom Kuntz et Mike Maguire : Cock Puncher (caméo)
- 2008 : Traque sans merci de Jeff King : Jacob King
- 2009 : Against the Dark de Richard Crudo (en) : Tao
- 2009 : Le Prix du sang de Jeff King : Ruslan
- 2009 : Sous haute protection de Keoni Waxman : Rolland Sallinger
- 2009 : Un homme dangereux de Keoni Waxman : Shane Daniels
- 2010 : Machete de Robert Rodriguez : Rogelio Torrez
- 2010 : Rendez-vous en enfer de Lauro Chartrand : Bobby
- 2010-2012 : True Justice (série télévisée en deux saisons) : Elijah Kane
- 2011 : Sheep Impact de Brendan Gibbons (court métrage) : Paul Wieland
- 2012 : Maximum Conviction de Keoni Waxman : Tom Steele
- 2013 : Force of Execution de Keoni Waxman : John Alexander
- 2014 : A Good Man de Keoni Waxman : John Alexander
- 2014 : Pokers de Justin Steele : Paulie Trunks
- 2015 : Absolution (en) de Keoni Waxman : John Alexander
- 2016 : Sniper: Special Ops de Fred Olen Ray : Jake Chandler
- 2016 : Code of Honor de Michael Winnick : le colonel Robert Sikes
- 2016 : The Asian Connection de Daniel Zirilli : Gan Sirankiri
- 2016 : The Perfect Weapon de Titus Paar : le directeur
- 2016 : End of a Gun de Keoni Waxman : Michael Decker
- 2017 : Cartels (Killing Salazar) de Keoni Waxman : John Harrison
- 2017 : China salesman (Zhong guo tui xiao yuan) de Tan Bing : Lauder
- 2018 : Permis de tuer (Contract to Kill) de Keoni Waxman : John Harmon
- 2018 : Attrition de Mathieu Weschler : Axe
- 2019 : General Commander de Philippe Martinez : Jake Alexander
- 2019 : Beyond the Law de James Cullen Bressack : Augustino « Finn » Adair

### Producteur
- 1988 : Nico
- 1990 : Désigné pour mourir
- 1991 : Justice sauvage
- 1992 : Piège en haute mer
- 1994 : Terrain miné
- 1995 : Piège à grande vitesse
- 1996 : L'Ombre blanche
- 1997 : Menace toxique
- 1998 : Not Even the Trees
- 1998 : Le Patriote
- 2000 : Prince of Central Park
- 2001 : The Path Beyond Thought
- 2002 : Mission Alcatraz
- 2003 : L'Affaire Van Haken
- 2003 : Ultime Vengeance
- 2003 : Un aller pour l'enfer
- 2005 : Piège au soleil levant
- 2005 : Piège en eaux profondes
- 2005 : Double Riposte
- 2006 : Attack Force
- 2006 : Espions dans l'ombre
- 2007 : Vol d'enfer
- 2009 : Un homme dangereux
- 2009 : Sous haute protection
- 2010 : Rendez-vous en enfer

### Scénariste
- 2005 : Piège au soleil levant
- 2006 : Attack Force
- 2007 : Vol d'enfer
- 2008 : Traque sans merci
- 2010 : Rendez-vous en enfer

### Réalisateur
- 1994 : Terrain miné

## Discographie
- 2004 : Songs From The Crystal Cave, récompensé par un Disque d'Argent en France, Steamroller Productions/ Nonsoloblues.
- 2006 : Mojo Priest (avec le groupe Thunderbox), Steamroller Productions/ Nonsoloblues.

## Distinctions

### Décoration
- Ordre de l'Amitié  (Russie), en 2023[49]

### Récompense
- 1995 : Razzie Award du pire réalisateur pour Terrain miné

### Nominations
- 1995 : nomination au Razzie Award du pire film pour Terrain miné (avec Julius R. Nasso et A. Kitman Ho (en))
- 1997 : nomination au Razzie Award du pire second rôle masculin pour Ultime Décision
- 1999 : nomination au Razzie Award du pire acteur pour Menace toxique
- 1999 : nomination au Razzie Award du pire film pour Menace toxique (avec Julius R. Nasso)
- 1999 : nomination au Razzie Award du pire couple à l'écran pour Menace toxique (avec sa guitare)
- 1999 : nomination au Razzie Award de la pire chanson originale pour Menace toxique (chanson Fire Down Below avec Mark Collie)
- 2003 : nomination au Razzie Award du pire acteur pour Mission Alcatraz

## Voix françaises
En France, Jean-François Aupied est la voix française régulière de Steven Seagal. Michel Vigné et Emmanuel Jacomy l'ont occasionnellement doublé respectivement dans trois et deux films. Au Québec, Hubert Gagnon est la voix québécoise régulière de Steven Seagal.

## Controverses

### Accusations d'agressions sexuelles
L'actrice Regina Simons, figurante sur le tournage du film Terrain miné a accusé publiquement Steven Seagal de viol.
L'actrice Rachel Grant a déclaré avoir été agressée sexuellement par Steven Seagal en 2002 lors des répétitions du film Ultime Vengeance.

### Accidents de tournage
En 1996, alors invité de l'émission The Tonight Show, l'acteur Sean Connery a affirmé que Steven Seagal lui avait cassé le poignet sur le tournage du film Jamais plus jamais (1983), Seagal étant à l'époque instructeur d'arts martiaux.
Le cascadeur Sam Cam Lui reçut 10 000 livres après s'être blessé lors d'une scène de combat avec Steven Seagal dans le film Ultime Vengeance (2003).

## Autour de l'acteur

### Jeux vidéo
- Steven Seagal a failli avoir un jeu vidéo à son nom au milieu des années 1990. En effet, la société Tecmagik avait développé un logiciel pour la Super Nintendo nommé Steven Seagal is: The Final Option dans lequel le joueur incarnait l'acteur au travers d'un beat'em all aux graphismes numérisés. Plutôt mauvais et injouable, le jeu n'a pas été achevé et l'éditeur a renoncé au projet[55].
- Un autre jeu vidéo développé par la même compagnie, Deadly Honor, et mettant une fois encore l'acteur au premier plan, fut annoncé sur Playstation et Nintendo 64. Finalement, le titre fut annulé lors de sa première phase de création[56],[57].
- Le jeu vidéo World of Warships a donné la possibilité de gagner Steven Seagal comme commandant d'un navire lors d'une mission durant le mois de décembre 2016[58].

### Musique
- Le rappeur français Alpha Wann du groupe 1995 a rendu hommage à Steven Seagal avec un morceau portant son nom[59].
- Le nom du  groupe de musique country finlandais Steve 'N' Seagulls est un jeu de mots avec le nom de l'acteur.